# Panajis Tsaldaris
Panajis Tsaldaris (gr. Παναγής Τσαλδάρης; ur. 1868 w Kamari, zm. 1936 w Atenach) – grecki polityk, premier Grecji w latach, lider Partii Ludowej.

## Życiorys
Z wykształcenia był prawnikiem. W okresie międzywojennym lider greckiej prawicy rojalistycznej. W 1933, po zwycięstwie wyborczym Partii Ludowej, został premierem Grecji, stając na czele rządu mniejszościowego. Przed sformowaniem rządu zobowiązał się do przestrzegania greckiej konstytucji i poszanowania ustroju republikańskiego, jednak nie przekonał przeciwników politycznych – liberałów Elefteriosa Wenizelosa – do swojej wiarygodności. Liberałowie przyczynili się do obalenia rządu, jednak przegrali również kolejne wybory, nowy rząd ponownie sformował Tsaldaris. W okresie sprawowania przezeń urzędu rządzący rojaliści usunęli swoich politycznych przeciwników ze stanowisk w administracji państwowej i wojsku. W 1934 rząd przedstawił także nowy projekt ordynacji wyborczej, faworyzujący ugrupowanie rządzące. Konflikt z opozycją na tle przedstawionych zmian zakończyła próba zamachu stanu dokonana w marcu 1935 przez zwolenników Wenizelosa. Wystąpienie zostało stłumione, zaś wenizeliści poddani represjom. W kwietniu 1935 rząd podał się do dymisji. W nowych wyborach, w czerwcu tego samego roku, kierowana przez Tsaldarisa Partia Ludowa odniosła zdecydowane zwycięstwo (287 mandatów z 300), wobec bojkotu wyborów, jaki ogłosiły środowiska republikańskie, a on sam został ponownie premierem.
W polityce zagranicznej Tsaldaris dążył do zagwarantowania Grecji bezpieczeństwa poprzez przystąpienie do paktu wielostronnego. W 1934 podpisany został układ sojuszniczy znany jako Pakt Bałkański, którego sygnatariuszami obok Grecji były Rumunia, Jugosławia i Turcja
Zdecydowane zwycięstwo Partii Ludowej, mimo warunków, w jakich miało miejsce, zainspirowało rojalistycznie nastawionych oficerów greckich do wywarcia na jej liderów nacisków w kwestii przywrócenia monarchii, obalonej w Grecji w 1924. Dążący do rewanżu na liberałach skrajni rojaliści zarzucali premierowi prowadzenie zbyt ugodowej polityki. 10 października 1935 Tsaldaris, republikanin z przekonania został zmuszony do ustąpienia z urzędu premiera. Zastąpił go gen. Jeorjos Kondilis, pod kierunkiem którego w listopadzie 1935 przeprowadzony został plebiscyt w sprawie przyszłego ustroju państwa. Wyniki głosowania zostały sfałszowane; oficjalnie 75% Greków głosowało za restauracją monarchii. Tsaldaris zmarł w 1936.
Jego żoną była Lina Tsaldari, również polityk, działaczka greckich konserwatystów i uczestniczka ruchu na rzecz nadania kobietom prawa wyborczego, pierwsza w historii Grecji kobieta na stanowisku ministra. Z kolei jego bratanek Konstandinos Tsaldaris, również działacz konserwatywny, dwukrotnie sprawował urząd premiera Grecji.